# Corynopuntia
Corynopuntia, conocida popularmente como "perritos" en México), es un género de plantas fanerógamas perteneciente a la familia Cactaceae, establecida por Knuth en 1935. Comprende 53 especies descritas y de estas, solo 15 aceptadas.

## Descripción
Estas plantas crecen formando cojines bajos, que consta de segmentos ovoides, desde 1 hasta 25 cm de largo, tuberculados, no acanalados, glabros. Las espinas son fuertes, muy espinosas y peligrosas, cubiertas en sus márgenes por dentículos finos, con epidérmica tunica (vaina) en el vértice solamente. La flor amarilla en general, pocas especies tienen color rosa a flor magenta profundo. Fruta estrecha obcónico a elipsoide, carnosa al principio, pero pronto seca, amarilla a marrón, a menudo maloliente, por lo general llena de gloquidios y espinosas. Semillas blanco amarillentas a marrón, suborbiculares o aplanadas La mayoría de las especies pertenecientes a Corynopuntia muestran una morfología muy similar, al parecer con pocas diferencias, por lo que este género se estudió poco. Recientes investigaciones, en profundidad, de campo y de laboratorio están mejorando el conocimiento sobre estas plantas, que muestra la existencia de muchas especies no descritas.

## Historia nomenclatural
El género Corynopuntia F.M.Knuth se estableció por primera vez en 1935 como una segregación de Opuntia (L.) Mill., pero se redujo al rango de sección por Benson en 1969 y ligeramente elevado de nuevo a un subgénero de Bravo en 1972. En 1999, Anderson incluyó Corynopuntia en su concepto ampliado de la Grusonia Reich. ex K.Schum., pero solo en los últimos diez años más o menos, gracias al trabajo pionero del ADN por Dickie en 1997, los datos moleculares posteriores de Wallace y Dickie (2002) y Griffith (2003), y los estudios de micromorfología de la semilla por Stuppy (2002), ha hecho que Corynopuntia haya sido reintegrada como un género distinto por el Grupo de Consenso de cactáceas (Hunt, 2006), y aceptado en The Plant List.

## Distribución
Corynopuntia es originaria del sudeste de Estados Unidos y el norte de México desde los 60 a 2000 m sobre el nivel del mar.

## Taxonomía
El género fue descrito por Frederik Marcus Knuth y publicado en Kaktus-ABC 114, 410. 1935. La especie tipo es: Corynopuntia clavata
Etimología
Corynopuntia: nombre genérico que deriva de las palabras griegas: coryne, que significa "club, grupo", y se refiere a los segmentos de las ramas en forma de maza.

## Especies aceptadas
A continuación se brinda un listado de las especies del género Corynopuntia aceptadas hasta abril de 2015, ordenadas alfabéticamente. Para cada una se indica el nombre binomial seguido del autor, abreviado según las convenciones y usos.	
- Corynopuntia aggeria
- Corynopuntia agglomerata
- Corynopuntia bulbispina
  - subsp bulbispina
  - subsp. basileocephala
- Corynopuntia clavata
- Corynopuntia emoryi
- Corynopuntia grahamii
- Corynopuntia guccinii
- Corynopuntia invicta
- Corynopuntia kunzei
- Corynopuntia marenae
- Corynopuntia moelleri
- Corynopuntia nigrispina
- Corynopuntia parishii
- Corynopuntia reflexispina
- Corynopuntia robertsii
- Corynopuntia schottii
- Corynopuntia vilis